# V̀
La V con acento grave (Mayúscula: V̀ minúscula: v̀) fue un grafema utilizado en la escritura de Idioma nawdm y Idioma rawang. Esta es la letra V diacrítico con acento grave.

## Uso
En rawang, 'v̀' representa una vocal media central /ə/ con un tono bajo y descendente.

## Codificación
La V con acento grave se puede representar con los siguientes caracteres en Unicode:
| forma     | representación | Puntos de código | descripción                               |
| --------- | -------------- | ---------------- | ----------------------------------------- |
| Mayúscula | V̀              | U+0056 U+0300    | Letra mayúscula latina v con acento grave |
| minúscula | v̀              | U+0076 U+0300    | Letra minúscula latina v con acento grave |